# پائولتا فوپا
پائولتا فوپا (فرانسوی: Pauletta Foppa‎؛ زادهٔ ۲۲ دسامبر ۲۰۰۰) بازیکن هندبال زن اهل فرانسه است.